# Rhona Rapoport
Rhona Valerie Rapoport (29 janvier 1927 – 24 novembre 2011) est une spécialiste des sciences sociales sud-africaine connue pour ses recherches sur l'Équilibre vie privée-vie professionnelle. Les 60 années de recherche et d’écriture de Rapoport se concentrent sur le travail, la vie, le genre, l’équité et la diversité.

## Biographie
Rapoport est née sous le nom de Rhona Ross au Cap, en Afrique du Sud. Elle obtient un diplôme de premier cycle en sciences sociales de l'Université du Cap en 1946 et un doctorat en sociologie de la London School of Economics. Rapoport suit une formation de psychanalyste à l'Institut de psychanalyse de Londres.
En 1957, Rhona épouse l'anthropologue social Robert Rapoport. Ils vivent à Boston, dans le Massachusetts, où Rhona est directrice de la recherche familiale au sein du programme de santé mentale communautaire de la faculté de médecine de Harvard et de la faculté de santé publique. Au milieu des années 1960, le couple part travailler à l'Institut Tavistock de Londres et en 1973, ils créent l'Institut de recherche sur la famille et l'environnement à Londres. Elle travaille au Centre for Gender in Organizations de la Simmons Graduate School of Management de Boston dans les années 1990 et écrit ou co-écrit plus de 20 livres.
Pendant deux décennies, Rapoport travaille comme consultante pour la Fondation Ford, où elle développe la technique de la recherche-action pour soutenir les participants à ses études. En 2009, elle est honorée par l'organisation Working Families « pour ses recherches soutenues et influentes et sa nouvelle réflexion dans le domaine du travail et de la vie familiale » .
Rapoport est décédée en 2011. Ses cendres sont enterrées avec celles de son mari sur le côté est du cimetière de Highgate.